# 바스: 오퍼레이션 선더스톰
《바스: 오퍼레이션 선더스톰》(Varth: Operation Thunderstorm)은 수직 스크롤링 슈팅 장르에 속하는 아케이드 게임의 하나로, 1992년 캡콤이 배급하였다. 첫 릴리스 때에는 콘솔 부분이 없었지만, 14년 뒤 디지털 이클립스 소프트웨어가 게임을 PSP 핸드헬드로 포팅하였고, 나중에 플레이스테이션 2와 엑스박스로도 포팅되었다.

## 캐릭터와 기체
P1 파이터: 타니쿠라 F7W 세이버

코드 번호: EK-0131S

엔진: J33S-Kinsei thrust 9,032 lbf (40.18 kN)*1

날개 길이: 31' 9"

길이: 29' 6"

무게: 9,922 lb (4,501 kg)

최대 속도: 553-노트 (1,024 km/h)

상승 한도: 55,256 ft (16,842 m)

이동 거리: 4,096 nmi (7,586 km)

사용 가능한 무기:
- V61K 30 mm 벌컨
- HLC-5 줌 레이저 건
- WR-7 A.A. 로켓 미사일
- 스마트 포드(Smart Pods)
- 프론트 포드(Front Pods)

P1 파일럿: Casber Rublan

나이: 29

성별: 남성

키: 174 cm

몸무게: 68 kg

P2 Fighter: Dakao/M-2451 Scimitar

코드 번호: SO-0819HGS

엔진: HRO402-Maximum thrust 6,773 lbf (30.13 kN)*2

날개 길이: 32' 4"

길이: 35' 11"

높이: 10' 3"

무게: 13,671 lb (6,201 kg)

최대 속도: 492 kn

상승 한도: 55,773 ft (17,000 m)

이동 거리: 4,128 nmi (7,645 km) 

사용 가능한 무기: 세이버와 동일
P2 파일럿: Felry Carnihum

나이: 22

성별: 여성

키: 163 cm

몸무게: 49 kg

## 보스
- 스테이지 1: 스파이더 (전차)
- 스테이지 4: 새틀라이트 (공중요새)
- 스테이지 7: 드래곤 플라이 (전투기)
- 스테이지 11: 크로버 포
- 스테이지 15: 스틸 골렘(전차)
- 스테이지 19: 블러디 호크
- 스테이지 21: 새틀라이트 (강화판)
- 스테이지 22: 드래곤 플라이 (강화판)
- 스테이지 23: 크로버 포 (강화판)
- 스테이지 24: 스틸 골렘 (강화판)
- 스테이지 25: 블러디 호크 (강화판)
- 스테이지 29-30: DUO (Dimension Unbody Offender) (스테이지 29에서 3번 DUO를 무찌르고 스테이지 30에서 마지막 강화판을 무찔러야 함)